# Henri Mata
Henri Mata (sinh 26 tháng 4 năm 1986) là một cầu thủ bóng đá Albania thi đấu ở vị trí tiền vệ cho KS Burreli ở Giải bóng đá hạng nhất quốc gia Albania, và cũng là đội trưởng câu lạc bộ.